# Agneby-Tiassa
Agneby-Tiassa és una de les 31 regions de Costa d'Ivori. La seva capital és la ciutat d'Agboville. Agneby-Tiassa està situada al sud-est del país i limita amb la regió de La Mé, a l'est; amb el districte d'Abidjan i al regió dels Grans Ponts, al sud; amb la regió de Loh-Djiboua i la regió de Goh a l'oest i amb la regió de Moronou i la regió del Bélier al nord. La regió d'Agneby-Tiassa té una superfície de 9.080 km² i segons el cens del 1998 tenia 525.211 habitants.

## Demografia

### Etnologia i llengües
- Els abés tenen com a llengua pròpia l'abé.

## Departaments i municipis
La regió d'Agneby-Tiassa té quatre departaments: Agboville (poblacions d'Agboville, Azaguié, Céchi, Grand Morié, Guessiguié, Loviguié, Oress-Krobou i Rubino), Tiassale (poblacions de Tiassale, Morokro, Gbolouville i N'douci), Sikensi (Sikensi i Gomon) i Taabo (Taabo i Pacobo).
A la regió hi ha sis municipis: Agboville, Azaguié, Rubino, Tiassale, Sikensi i Taabo.

## Economia
L'agricultura és el sector econòmic més destacat de la regió. Els dos principals productes que s'hi produeixen són el cafè i el cacau. A més a més, també cal destacar la producció d'hevea i d'oli de palma que ha esdevingut important els últims anys. Al departament de Tiassalé cal destacar la producció de banana dolça, producte que ha patit una minva en els altres departaments de la regió. La banana, el nyam i la mandioca són altres productes agraris d'Agnebi-Tiassa.
A Tiassalé i Taabo també hi destaca el sector de la pesca. Algunes de les principals empreses agropecuàries són: SCB (banana, a Tiassalé), Adam Afrique (oli de palma, a Sikensi), Hevetec (làtex, a Sikensi), TRCI (làtex, a Agboville) i Nature et Savane (suc de pinya i de fruita de la passió a Pacobo). Les principals empreses de silvicultura de la regió són: Forêt d'Afrique, Scierie Limba de Tiassalé, IDES, STBI de N'Douci i LFA, SNPRA d'Agboville. A Taabo i Tiassalé s'hi estan duent a cap exploració de mines d'or i a Aboudé hi ha manganès.

## Transports
La carretera més important de la regió és l'autopista del Nord, de la que hi ha més de 100 km a Agneby-Tiassa. A més a més, també hi ha carreteres interurbanes i regionals.
Entre Azaguié i Céchi hi ha una línia ferroviària que fa 82 km de llarg.

## Energia
A la presa de Taabo hi ha una planta hidroelèctrica que proporciona el 35% de l'energia elèctrica que es consumeix a Costa d'Ivori.

## Turisme
Els principals atractius turístics d'Agneby-Tiassa són:
- El Parc Arqueològic d'Ahouakro, al departament de Tiassalé.
- Els estanys d'hipopòtams de Bandama i de N'Zi.
- La "vila-museu" de Bodo, amb la seva artesania, folklore, i arts visuals.
- El vaixell de Marchands a Tiassalé.

### Festes i celebracions
- Festa del Dipri a les aldees de Yahobou, Gaumon, etc del departament de Sikensi. Són festes místiques.
- La festa del nyam al departament d'Agboville.

### Artesania
A Agboville hi ha un centre d'artesania de fabricació de mobles, objectes d'art i vímet.